# فانكوفر
فانكوفر (بالإنجليزية: Vancouver)، هي مدينة كبرى تقع في غرب كندا، ضمن منطقة لوير مينلاند بمقاطعة كولومبيا البريطانية. تُعدّ فانكوفر المدينة الأكثر سكانًا في المقاطعة، حيث سجل تعداد كندا لعام 2021 عدد سكان بلغ 662,248 نسمة، ارتفاعًا من 631,486 في عام 2016. وبلغ عدد سكان منطقة مترو فانكوفر في 2021 حوالي 2.6 مليون نسمة، مما يجعلها ثالث أكبر منطقة حضرية في كندا. تشكل فانكوفر الكبرى مع وادي فريزر ما يُعرف بمنطقة لوير مينلاند، التي يزيد عدد سكانها عن 3 ملايين نسمة.
تتمتع فانكوفر بأعلى كثافة سكانية في كندا، حيث يعيش فيها أكثر من 5,700 نسمة لكل كيلومتر مربع (15,000 لكل ميل مربع)، وتُعد رابع أعلى كثافة سكانية في أمريكا الشمالية بعد نيويورك، سان فرانسيسكو، ومكسيكو سيتي.
فانكوفر من أكثر المدن تنوعًا عرقيًا ولغويًا في كندا؛ حيث إن 49.3% من سكانها لا يتحدثون الإنجليزية كلغة أم، و47.8% لا يتحدثون الإنجليزية ولا الفرنسية كلغتهم الأم، و54.5% من السكان ينتمون إلى مجموعات الأقليات الظاهرة (العرقية). وغالبًا ما تُصنّف المدينة ضمن أكثر المدن قابلية للعيش في كندا والعالم. ومع ذلك، فإنها تُعد أيضًا من أغلى المدن من حيث تكلفة السكن على المستوى المحلي والعالمي. وقد تبنت المدينة فلسفة تخطيط حضري مميزة تُعرف باسم "فانكوفرية" (Vancouverism)..
يمتد تاريخ فانكوفر إلى أكثر من 10,000 عام، حيث استوطنتها شعوب السكواميش والموسكويام وتسلي-واتوث. أما بدايات المدينة الحديثة، فكانت عام 1867 عند بناء حانة صغيرة قرب طاحونة هاستينغز على يد رجل يُدعى ، وهي المنطقة التي أصبحت تُعرف بـ غاستاون. لاحقًا، سُجلت البلدة باسم غرانفيل، قبل أن تُعاد تسميتها إلى فانكوفر في عام 1886 بالتزامن مع تمديد خط السكة الحديدية الكندية الهادئة إلى المدينة في 1887. وبفضل موقعها الساحلي على المحيط الهادئ، أصبحت فانكوفر مركزًا استراتيجيًا للتجارة بين آسيا وأوروبا وكندا الشرقية.
استضافت فانكوفر العديد من المؤتمرات والأحداث الدولية، منها دورة ألعاب الكومنولث 1954، مؤتمر الأمم المتحدة للإسكان، معرض إكسبو 86، منتدى التعاون الاقتصادي لدول آسيا والمحيط الهادئ عام 1997، ألعاب الشرطة والإطفاء عامي 1989 و2009، وعدة مباريات من كأس العالم لكرة القدم للسيدات 2015، بما في ذلك المباراة النهائية في ملعب بي سي بليس وسط المدينة. كما استضافت المدينة الألعاب الأولمبية والبارالمبية الشتوية لعام 2010، التي أُقيمت في فانكوفر وبلدة ويسلر السياحية شمالها بـ125 كم. وفي عام 1969، تأسست منظمة السلام الأخضر في فانكوفر، وأصبحت المدينة المقر الدائم لمؤتمرات تيد منذ عام 2014.
وحتى عام 2016، يُعد ميناء فانكوفر رابع أكبر ميناء في الأمريكيتين من حيث الحمولة، والأكبر والأكثر ازدحامًا في كندا، كما أنه الأكثر تنوعًا في أمريكا الشمالية. وبينما تظل صناعة الأخشاب هي الأكبر في المدينة، تشتهر فانكوفر بأنها مركز حضري محاط بالطبيعة، ما جعل السياحة ثاني أكبر صناعاتها. وتضم المدينة واستوديوهاتها في بيرنابي المجاورة عددًا كبيرًا من شركات الإنتاج السينمائي، مما جعل منطقة فانكوفر الكبرى واحدة من أكبر مراكز الإنتاج السينمائي في أمريكا الشمالية، ولهذا تُعرف بلقب "هوليوود الشمال".

## اصل التسمية
تأخذ المدينة اسمها من جورج فانكوفر، الذي اكتشف الميناء الداخلي لبورارد إنليت في عام 1792 وأعطى أماكن مختلفة أسماء بريطانية. اسم العائلة "فانكوفر" نفسه ينبع من الكلمة الهولندية "فان كوفوردن"، للدلالة على شخص من مدينة كوفوردن، هولندا. جاء أسلاف المستكشف إلى إنجلترا "من كوفوردن"، وهو أصل الاسم الذي أصبح في النهاية "فانكوفر".
أعطى شعب سكواميش الأصلي الذي يقيم في منطقة تشمل جنوب غرب كولومبيا البريطانية بما في ذلك هذه المدينة اسم K'emk'emeláy̓ الذي يعني "مكان العديد من أشجار القيقب". كان هذا في الأصل اسم قرية يسكنها الأشخاص المذكورون حيث أنشأ إدوارد ستامب منشرة للنشر كجزء من أسس المستوطنة البريطانية التي أصبحت فيما بعد جزءًا من فانكوفر.

## الجغرافيا
تقع فانكوفر في جنوب غربي كولومبيا البريطانية على بعد نحو 40 كم شمالي الحدود الفاصلة بين كندا والولايات المتحدة كميناء طبيعي يقع على مدخل بورارد، الأمر الذي يجعل للمدينة أهمية خاصة. ويمكن للسفن أن تستخدم الميناء طوال العام لأن مياهه لا تتجمد. وتعتبر فانكوفر مدخل كندا إلى المحيط الهادئ.
تغطي فانكوفر مساحة 115 كم² من الساحل الجنوبي لمدخل بورارد. وللمدينة وضع متميز حيث تقع بالقرب من الجبال الساحلية والمحيط. ساعدت الجبال المحيطة بها والرياح الدافئة الآتية من المحيط في أن يكون لها طقس لطيف معتدل بالرغم من أنها تقع في أقصى الشمال. ومتوسط درجات الحرارة في فانكوفر 2°م في يناير و 17°م في يوليو. وتسمى منطقة فانكوفر الحضرية فانكوفر الكبرى، وتحتل 2,786 كم²، وهي ثالثة كبرى المناطق الحضرية في كندا بعد مونتريال وتورونتو بالنسبة لعدد السكان.

## التاريخ
بدأ أول استيطان دائم في الموقع الذي هو حاليًا فانكوفر بالقرب من المنجرة (المنشرة) التي بنيت في عام 1865. كان لوجود مصادر الأخشاب الغنية أثره في سرعة الاستقرار بالمدينة. وفي عام 1884 اختارت السكك الحديدية الباسيفيكية الكندية هذا الموقع ليكون الطرف الغربي الأخير لخطوط السكك الحديدية الكندية الأولى عبر القارة.

## الاقتصاد
تعتبر فانكوفر أكبر مركز لتجارتي الجملة والتجزئة في غربي كندا. ويعمل حوالي 100,000 عامل في فانكوفر الكبرى في الشركات التجارية. وتوجد بها المكاتب الرئيسية لمعظم الشركات العاملة في كولومبيا البريطانية. وتعتبر السياحة من أكثر الأنشطة المتطورة والمستوعبة للعمالة.
يرتكز اقتصاد المقاطعة علي مواردها الطبيعية، وبالدرجة الأولى على غاباتها الشاسعة والتي تغطي قرابة ال 56% من إجمالي مساحة المقاطعة. تغطي منتجات المقاطعة من ورق وأخشاب ما يقارب النصف من احتياجات كندا كلها. يعتبر قطاع السياحة ثاني أكبر مورد لاقتصاد المقاطعة. يزور المقاطعة كل عام قرابة 15 مليون سائح. وتبلغ مساحة المنتزهات بالمقاطعة إجمالا 5 ملايين فدان، وتبقى سلسلة جبال الروكي أكبر معلم سياحي بالمقاطعة. أما ساحل المقاطعة بشواطئه، وطرق رياضة المشي على الأقدام، ومستعمرات الفنانين، والحيوانات البرية، ومشاهدة الحيتان، يعتبر أيضا من أبرز المعالم السياحية.
في عام 1995 حصلت مدينة فانكوفر علي الميدالية الفضية للمرتبة الثانية من بين 118 دولة على أساس الحياة المعيشية والبيئة، جاء ذلك في إصدار لمنظمة Corporate Resources Group السويسرية في جنيف. وكذالك من المدن الأكثر غلاءاً. وقد استضافت دورة ألعاب أولمبية فيها عام 2010.

## السياحة

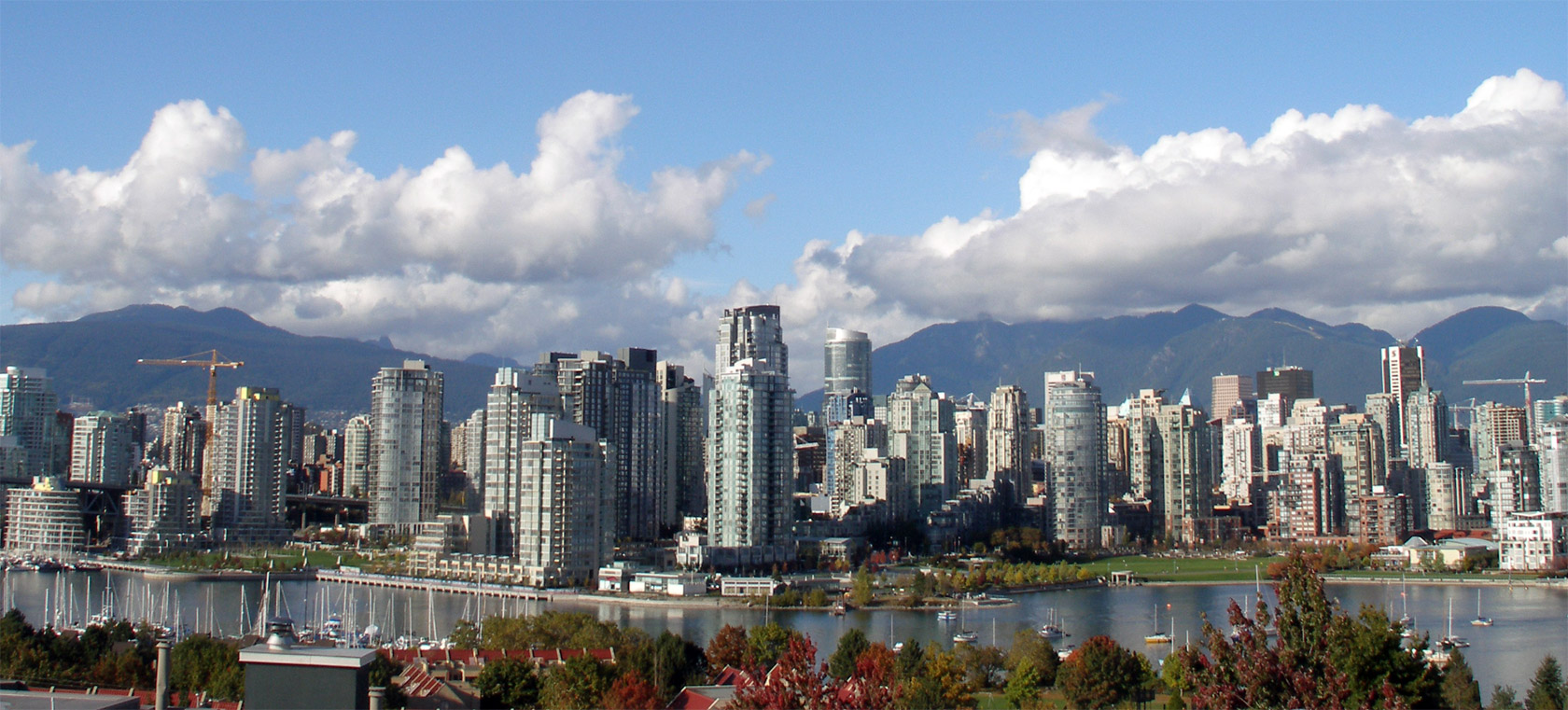
مدينة فانكوفر

تعتبر مدينة فانكوفر من أشهر الوجهات السياحية في العالم، ويعتبر القطاع السياحي هو ثاني أكبر مورد اقتصادي للمدينة. وتصنف كثيراً من الصحف والمجلات مدينة فانكوفر على أنها من أجمل الوجهات السياحية في العالم.

## المناخ
| البيانات المناخية لـمطار فانكوفر الدولي (1981–2010) | البيانات المناخية لـمطار فانكوفر الدولي (1981–2010) | البيانات المناخية لـمطار فانكوفر الدولي (1981–2010) | البيانات المناخية لـمطار فانكوفر الدولي (1981–2010) | البيانات المناخية لـمطار فانكوفر الدولي (1981–2010) | البيانات المناخية لـمطار فانكوفر الدولي (1981–2010) | البيانات المناخية لـمطار فانكوفر الدولي (1981–2010) | البيانات المناخية لـمطار فانكوفر الدولي (1981–2010) | البيانات المناخية لـمطار فانكوفر الدولي (1981–2010) | البيانات المناخية لـمطار فانكوفر الدولي (1981–2010) | البيانات المناخية لـمطار فانكوفر الدولي (1981–2010) | البيانات المناخية لـمطار فانكوفر الدولي (1981–2010) | البيانات المناخية لـمطار فانكوفر الدولي (1981–2010) | البيانات المناخية لـمطار فانكوفر الدولي (1981–2010) |
| الشهر                                               | يناير                                               | فبراير                                              | مارس                                                | أبريل                                               | مايو                                                | يونيو                                               | يوليو                                               | أغسطس                                               | سبتمبر                                              | أكتوبر                                              | نوفمبر                                              | ديسمبر                                              | المعدل السنوي                                       |
| --------------------------------------------------- | --------------------------------------------------- | --------------------------------------------------- | --------------------------------------------------- | --------------------------------------------------- | --------------------------------------------------- | --------------------------------------------------- | --------------------------------------------------- | --------------------------------------------------- | --------------------------------------------------- | --------------------------------------------------- | --------------------------------------------------- | --------------------------------------------------- | --------------------------------------------------- |
| الدرجة القصوى قرينة الرطوبة                         | 17.2                                                | 18.0                                                | 20.3                                                | 23.9                                                | 33.7                                                | 33.9                                                | 38.3                                                | 35.9                                                | 33.0                                                | 27.2                                                | 21.1                                                | 16.1                                                | 38.3                                                |
| الدرجة القصوى °م (°ف)                               | 15.3 (59.5)                                         | 18.4 (65.1)                                         | 20.0 (68.0)                                         | 26.1 (79.0)                                         | 30.4 (86.7)                                         | 33.3 (91.9)                                         | 34.4 (93.9)                                         | 33.3 (91.9)                                         | 30.0 (86.0)                                         | 25.0 (77.0)                                         | 18.4 (65.1)                                         | 15.0 (59.0)                                         | 34.4 (93.9)                                         |
| متوسط درجة الحرارة الكبرى °م (°ف)                   | 6.9 (44.4)                                          | 8.2 (46.8)                                          | 10.3 (50.5)                                         | 13.2 (55.8)                                         | 16.7 (62.1)                                         | 19.6 (67.3)                                         | 22.2 (72.0)                                         | 22.2 (72.0)                                         | 18.9 (66.0)                                         | 13.5 (56.3)                                         | 9.2 (48.6)                                          | 6.3 (43.3)                                          | 13.9 (57.0)                                         |
| المتوسط اليومي °م (°ف)                              | 4.1 (39.4)                                          | 4.9 (40.8)                                          | 6.9 (44.4)                                          | 9.4 (48.9)                                          | 12.8 (55.0)                                         | 15.7 (60.3)                                         | 18.0 (64.4)                                         | 18.0 (64.4)                                         | 14.9 (58.8)                                         | 10.3 (50.5)                                         | 6.3 (43.3)                                          | 3.6 (38.5)                                          | 10.4 (50.7)                                         |
| متوسط درجة الحرارة الصغرى °م (°ف)                   | 1.4 (34.5)                                          | 1.6 (34.9)                                          | 3.4 (38.1)                                          | 5.6 (42.1)                                          | 8.8 (47.8)                                          | 11.7 (53.1)                                         | 13.7 (56.7)                                         | 13.8 (56.8)                                         | 10.8 (51.4)                                         | 7.0 (44.6)                                          | 3.5 (38.3)                                          | 0.8 (33.4)                                          | 6.8 (44.2)                                          |
| أدنى درجة حرارة °م (°ف)                             | −17.8 (0.0)                                         | −16.1 (3.0)                                         | −9.4 (15.1)                                         | −3.3 (26.1)                                         | 0.6 (33.1)                                          | 2.2 (36.0)                                          | 6.1 (43.0)                                          | 3.9 (39.0)                                          | −1.1 (30.0)                                         | −6.1 (21.0)                                         | −14.3 (6.3)                                         | −17.8 (0.0)                                         | −17.8 (0.0)                                         |
| أدنى درجة حرارة تبريد الرياح                        | −22.6                                               | −21.2                                               | −14.5                                               | −5.4                                                | 0.0                                                 | 0.0                                                 | 0.0                                                 | 0.0                                                 | 0.0                                                 | −11.4                                               | −21.3                                               | −27.8                                               | −27.8                                               |
| الهطول مم (إنش)                                     | 168.4 (6.63)                                        | 104.6 (4.12)                                        | 113.9 (4.48)                                        | 88.5 (3.48)                                         | 65.0 (2.56)                                         | 53.8 (2.12)                                         | 35.6 (1.40)                                         | 36.7 (1.44)                                         | 50.9 (2.00)                                         | 120.8 (4.76)                                        | 188.9 (7.44)                                        | 161.9 (6.37)                                        | 1٬189 (46.81)                                       |
| معدل هطول الأمطار مم (إنش)                          | 157.5 (6.20)                                        | 98.9 (3.89)                                         | 111.8 (4.40)                                        | 88.1 (3.47)                                         | 65.0 (2.56)                                         | 53.8 (2.12)                                         | 35.6 (1.40)                                         | 36.7 (1.44)                                         | 50.9 (2.00)                                         | 120.7 (4.75)                                        | 185.8 (7.31)                                        | 148.3 (5.84)                                        | 1٬153٫1 (45.38)                                     |
| متوسط تساقط الثلوج سم (إنش)                         | 11.1 (4.4)                                          | 6.3 (2.5)                                           | 2.3 (0.9)                                           | 0.3 (0.1)                                           | 0.0 (0.0)                                           | 0.0 (0.0)                                           | 0.0 (0.0)                                           | 0.0 (0.0)                                           | 0.0 (0.0)                                           | 0.1 (0.0)                                           | 3.2 (1.3)                                           | 14.8 (5.8)                                          | 38.1 (15.0)                                         |
| متوسط أيام هطول الأمطار (≥ 0.2 mm)                  | 19.5                                                | 15.4                                                | 17.7                                                | 14.8                                                | 13.2                                                | 11.5                                                | 6.3                                                 | 6.7                                                 | 8.3                                                 | 15.4                                                | 20.4                                                | 19.7                                                | 168.9                                               |
| متوسط الأيام الممطرة (≥ 0.2 mm)                     | 18.4                                                | 14.7                                                | 17.5                                                | 14.8                                                | 13.2                                                | 11.5                                                | 6.3                                                 | 6.8                                                 | 8.3                                                 | 15.4                                                | 19.9                                                | 18.4                                                | 165.2                                               |
| متوسط الأيام المثلجة (≥ 0.2 cm)                     | 2.6                                                 | 1.4                                                 | 0.9                                                 | 0.2                                                 | 0.0                                                 | 0.0                                                 | 0.0                                                 | 0.0                                                 | 0.0                                                 | 0.03                                                | 0.8                                                 | 2.8                                                 | 8.73                                                |
| متوسط الرطوبة النسبية (%) (at {{{time day}}})       | 81.2                                                | 74.5                                                | 70.1                                                | 65.4                                                | 63.5                                                | 62.2                                                | 61.4                                                | 61.8                                                | 67.2                                                | 75.6                                                | 79.5                                                | 80.9                                                | 70.3                                                |
| ساعات سطوع الشمس الشهرية                            | 60.2                                                | 91.0                                                | 134.8                                               | 185.0                                               | 222.5                                               | 226.9                                               | 289.8                                               | 277.1                                               | 212.8                                               | 120.7                                               | 60.4                                                | 56.5                                                | 1٬937٫5                                             |
| نسبة وصول أشعة الشمس                                | 22.3                                                | 31.8                                                | 36.6                                                | 45.0                                                | 46.9                                                | 46.8                                                | 59.3                                                | 62.1                                                | 56.1                                                | 36.0                                                | 21.9                                                | 22.0                                                | 40.6                                                |
| المصدر:                                             |                                                     |                                                     |                                                     |                                                     |                                                     |                                                     |                                                     |                                                     |                                                     |                                                     |                                                     |                                                     |                                                     |

تتميز فانكوفر بمناخ البحر الأبيض المتوسط الحار مع صيف جاف (Csb) وفقًا لتصنيف مناخ كوبن - جيجر. متوسط درجة الحرارة في فانكوفر هو 10.9 درجة مئوية، وهطول الأمطار هو 1272.7 ملم في المتوسط. أفضل الشهور لزيارة المدينة هي يونيو يوليو أغسطس.